# Pardinho
Pardinho é um município brasileiro do estado de São Paulo. Sua população estimada em 2024 pelo IBGE era de 7.382 habitantes.

## História
A colonização de Pardinho teve início no século XVIII, quando as terras próximas a Serra de Botucatu foram divididas em sesmarias, dentre estas, a Fazenda Santo Inácio  deu origem às cidades de Pardinho e Botucatu. As dificuldades de acesso retardaram a ocupação da região, muito embora o Governo Provincial tenha incentivado seu desenvolvimento concedendo terras aos povoadores em 1776.
Em 1830, a abertura da estrada ligando Sorocaba às cabeceiras do Rio Pardo incentivou a chegada de colonos, com o estabelecimento de pequenas fazendas. Anos mais tarde, a construção da Capela do Divino Espírito Santo, em uma área doada por João Antônio Gonçalves,  juntamente com outras doações feitas por José Rocha e Bento Franco, deram início a formação do patrimônio de Espírito Santo do Rio Pardo.
Com a expansão da cafeicultura no oeste paulista, no final do século XIX, muitos imigrantes se instalaram na região, proporcionando um período de grande desenvolvimento e implementação de melhoramentos públicos. Por volta de 1930, a crise da cafeicultura gerou um período de retração no progresso da região, somente superado na década de 1950, com a introdução da pecuária. 
Em 16 de abril de 1891, através do Decreto Estadual nº 159, foi criado o distrito de Espírito Santo do Rio Pardo, no município de Botucatu. Em 30 de novembro de 1938, através do Decreto Estadual nº 9775, o distrito passou a se chamar Pardinho, por se localizar próximo as cabeceiras do rio Pardo. Em 18 de fevereiro de 1959, através da Lei Estadual nº 5285, o distrito foi elevado a categoria de município com a denominação de Pardinho, desmembrado de Botucatu. Sua instalação ocorreu dia 1 de janeiro de 1960.

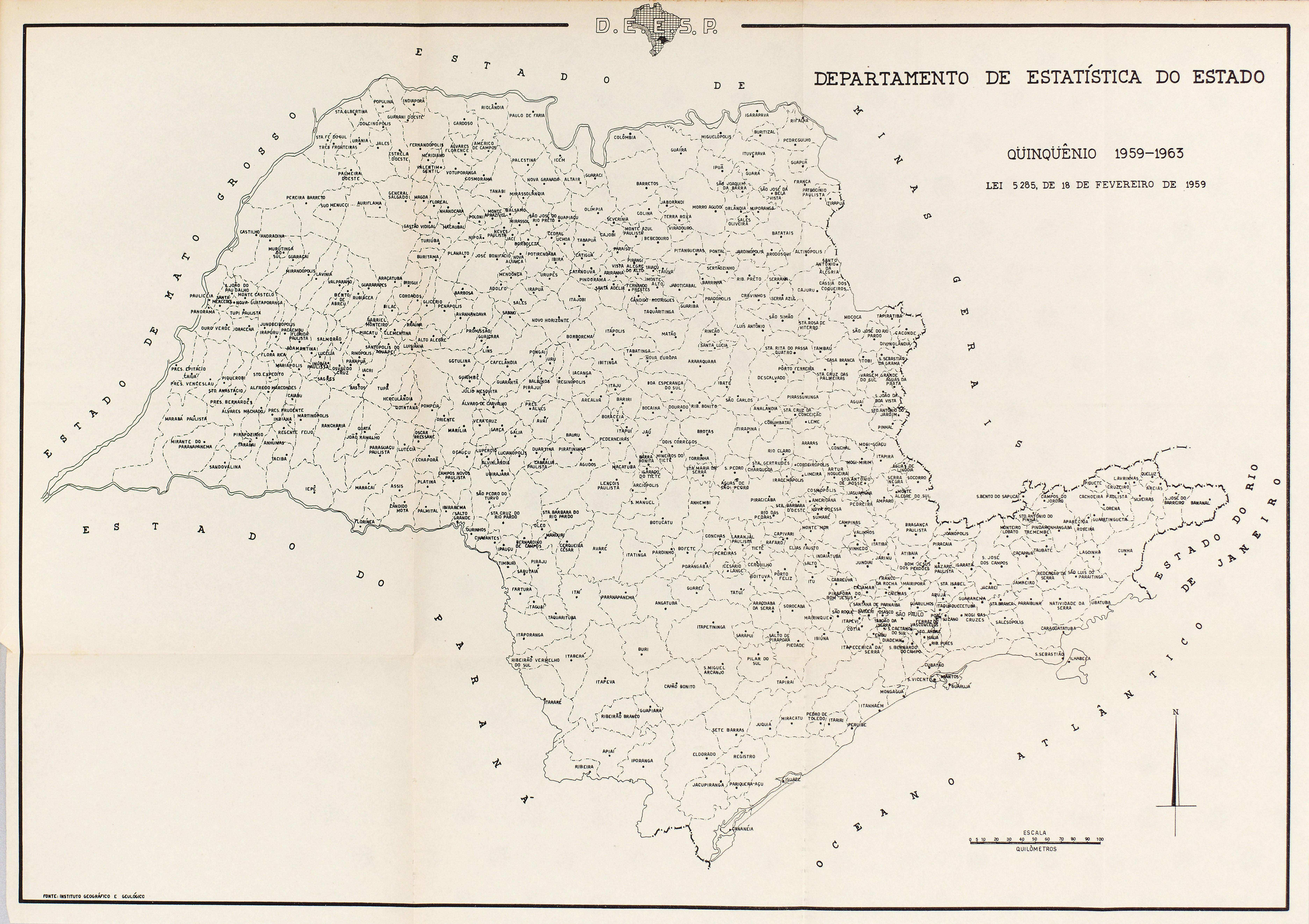
Estado de São Paulo (1959).

## Geografia
Localiza-se a uma latitude 23º04'52" Sul e a uma longitude 48º22'25" Oeste, estando a uma elevação de 900 metros em sua sede municipal. O ponto mais alto do município está localizado na Estrada Constantino Pauletti km 2,5 a uma altitude de 1007,63m, segundo marco legal do IBGE. Possui uma área de 210,52 km².

### Distâncias
- São Paulo: 193 km
- Botucatu: 30 km
- Avaré: 55 km

### Hidrografia
- Rio Pardo
- Rio de Santo Inácio
- Rio do Peixe

### Rodovias
- SP-280 Rodovia Castelo Branco  km 193
- SP-209 km 7

### Clima
O clima de Pardinho é clima tropical de altitude, tipo Cwb, ou literalmente um clima oceânico, tipo Cwb, com verões úmidos caracterizados por dias mornos e alguns dias quentes com noites muito frescas. Os invernos são semi-secos e relativamente frios, principalmente durante a noite, apresentando muitos dias ensolarados durante o período estival de inverno com temperaturas relativamente frias e com névoa úmida durante as manhãs. A primavera e o outono são estações de transição entre um período mais seco para um mais úmido e vice-versa, assim como um período de transição entre uma estação mais quente para uma mais fria, e também de forma contrária.
| Gráfico climático para Pardinho, São Paulo               | Gráfico climático para Pardinho, São Paulo | Gráfico climático para Pardinho, São Paulo | Gráfico climático para Pardinho, São Paulo | Gráfico climático para Pardinho, São Paulo | Gráfico climático para Pardinho, São Paulo | Gráfico climático para Pardinho, São Paulo | Gráfico climático para Pardinho, São Paulo | Gráfico climático para Pardinho, São Paulo | Gráfico climático para Pardinho, São Paulo | Gráfico climático para Pardinho, São Paulo | Gráfico climático para Pardinho, São Paulo |
| -------------------------------------------------------- | ------------------------------------------ | ------------------------------------------ | ------------------------------------------ | ------------------------------------------ | ------------------------------------------ | ------------------------------------------ | ------------------------------------------ | ------------------------------------------ | ------------------------------------------ | ------------------------------------------ | ------------------------------------------ |
| J                                                        | F                                          | M                                          | A                                          | M                                          | J                                          | J                                          | A                                          | S                                          | O                                          | N                                          | D                                          |
| 209 25 17                                                | 141 25 17                                  | 94 24 16                                   | 62 24 15                                   | 50 21 12                                   | 32 21 11                                   | 24 21 10                                   | 16 24 11                                   | 45 25 13                                   | 81 26 14                                   | 102 26 15                                  | 147 26 16                                  |
| Temperaturas em °C • Precipitações em mmFonte: Meteoblue |                                            |                                            |                                            |                                            |                                            |                                            |                                            |                                            |                                            |                                            |                                            |

| Mês                          | Jan           | Fev           | Mar          | Abr          | Mai          | Jun         | Jul          | Ago         | Set          | Out          | Nov           | Dez           | Ano            |
| ---------------------------- | ------------- | ------------- | ------------ | ------------ | ------------ | ----------- | ------------ | ----------- | ------------ | ------------ | ------------- | ------------- | -------------- |
| Recorde alta °C (°F)         | 29.0 (84.2)   | 29.0 (84.2)   | 28.0 (82.4)  | 27.0 (80.6)  | 25.0 (77)    | 25.0 (77)   | 26.0 (78.8)  | 29.0 (84.2) | 31.0 (87.8)  | 32.0 (89.6)  | 31.0 (87.8)   | 30.0 (86)     | 32 (89.6)      |
| Média alta °C (°F)           | 25.0 (77)     | 25.0 (77)     | 24.0 (75.2)  | 24.0 (75.2)  | 21.0 (69.8)  | 21.0 (69.8) | 21.0 (69.8)  | 24.0 (75.2) | 25.0 (77)    | 26.0 (78.8)  | 26.0 (78.8)   | 26.0 (78.8)   | 24 (75.2)      |
| Média diária °C (°F)         | 21.0 (69.8)   | 21.0 (69.8)   | 20.0 (68)    | 19.5 (67.1)  | 16.5 (61.7)  | 16.0 (60.8) | 15.5 (59.9)  | 17.5 (63.5) | 19.0 (66.2)  | 20.0 (68)    | 20.5 (68.9)   | 21.0 (69.8)   | 18.96 (66.12)  |
| Média baixa °C (°F)          | 17.0 (62.6)   | 17.0 (62.6)   | 16.0 (60.8)  | 15.0 (59)    | 12.0 (53.6)  | 11.0 (51.8) | 10.0 (50)    | 11.0 (51.8) | 13.0 (55.4)  | 14.0 (57.2)  | 15.0 (59)     | 16.0 (60.8)   | 13.9 (57.05)   |
| Recorde baixa °C (°F)        | 13.0 (55.4)   | 14.0 (57.2)   | 13.0 (55.4)  | 9.0 (48.2)   | 6.0 (42.8)   | 4.0 (39.2)  | 4.0 (39.2)   | 5.0 (41)    | 7.0 (44.6)   | 9.0 (48.2)   | 9.0 (48.2)    | 11.0 (51.8)   | 4 (39.2)       |
| Média precipitação mm (pol.) | 209.0 (8.228) | 141.0 (5.551) | 94.0 (3.701) | 62.0 (2.441) | 50.0 (1.969) | 32.0 (1.26) | 24.0 (0.945) | 16.0 (0.63) | 45.0 (1.772) | 81.0 (3.189) | 102.0 (4.016) | 147.0 (5.787) | 1 003 (39,489) |
| Média de dias chuvosos       | 23.9          | 21.2          | 18.5         | 13.1         | 9.2          | 5.9         | 5.4          | 4.0         | 8.2          | 13.5         | 15.7          | 19.9          | 158.5          |
| Fonte: Meteoblue.            |               |               |              |              |              |             |              |             |              |              |               |               |                |

## Demografia

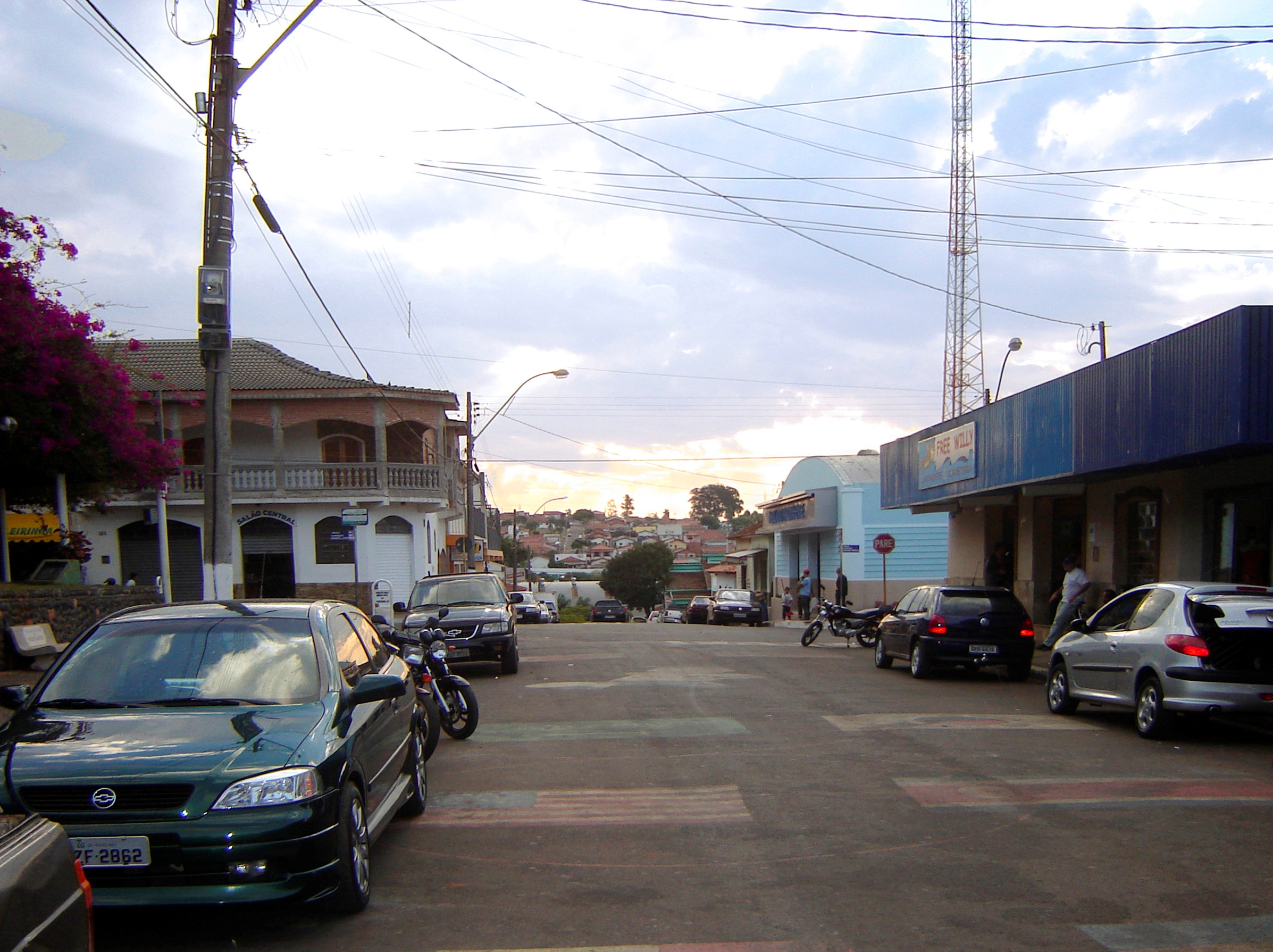
Centro da cidade.

### População
| Crescimento populacional                             | Crescimento populacional | Crescimento populacional | Crescimento populacional |
| Ano                                                  | População Total          |                          | %±                       |
| ---------------------------------------------------- | ------------------------ | ------------------------ | ------------------------ |
| 1960                                                 | 2 579                    |                          | —                        |
| 1970                                                 | 3 098                    |                          | 20,1%                    |
| 1980                                                 | 2 746                    |                          | −11,4%                   |
| 1991                                                 | 3 444                    |                          | 25,4%                    |
| 2000                                                 | 4 732                    |                          | 37,4%                    |
| 2010                                                 | 5 582                    |                          | 18,0%                    |
| 2022                                                 | 7 153                    |                          | 28,1%                    |
| Est. 2024                                            | 7 382                    | [ 6 ]                    | 3,2%                     |
| Fontes: Censos Demográficos IBGE e Estimativas SEADE |                          |                          |                          |

### Dados demográficos
Dados do Censo - 2010
População Total: 5.582
- Urbana: 4.389
- Rural: 1.740

Densidade demográfica (hab./km²): 22,53
Mortalidade infantil até 1 ano (por mil): 8,35
Expectativa de vida (anos): 75,86
Taxa de fecundidade (filhos por mulher): 2,65
Taxa de Alfabetização: 88,46%
Índice de Desenvolvimento Humano (IDH-M): 0,788
- IDH-M Renda: 0,690
- IDH-M Longevidade: 0,848
- IDH-M Educação: 0,825

(Fonte: IPEADATA)

## Política e administração

### Lista de prefeitos
- Prefeito:  Benedito da Rocha Camargo Júnior (2017/2020)
- Vice-prefeito: Célio de Barros
- Prefeito:  Benedito da Rocha Camargo Júnior (2013/2016)
- Vice-prefeito: Geraldo Benfica
- Prefeito:  Jose Francisco da Rocha Oliveira (2005/2012)
- Vice-prefeito: Napoleão Corulli
- Prefeito:  Benedito da Rocha Camargo Júnior (1997/2004)
- Vice-prefeito: Olivio Gloor
- Prefeito:  Jose Francisco da Rocha Oliveira (1993/1996)
- Vice-prefeito: Nair Vicentini
- Prefeito:  Benedito da Rocha Camargo Júnior (1989/1992)
- Vice-prefeito:
- Prefeito:  Jose Francisco da Rocha Oliveira (1983/1988)
- Vice-prefeito: Napoleão Corulli
- Prefeito:  Benedito da Rocha Camargo Júnior (Nomeado pelo Governador (1977/1982)
- Vice-prefeito:

## Infraestrutura

### Comunicações
O sistema de telefones automáticos foi inaugurado na cidade em 1976 pela Telecomunicações de São Paulo (TELESP), que também implantou o sistema de discagem direta à distância (DDD) em 19853 com o código de área (0149). Anteriormente a cidade era atendida pela Companhia Telefônica Brasileira (CTB).
Na década de 90 o código DDD da cidade foi alterado para (014), para padronização do sistema telefônico com a telefonia celular que estava sendo implantada em todo o estado.

## Cultura e lazer

### Centro Max Feffer Cultura e Sustentabilidade

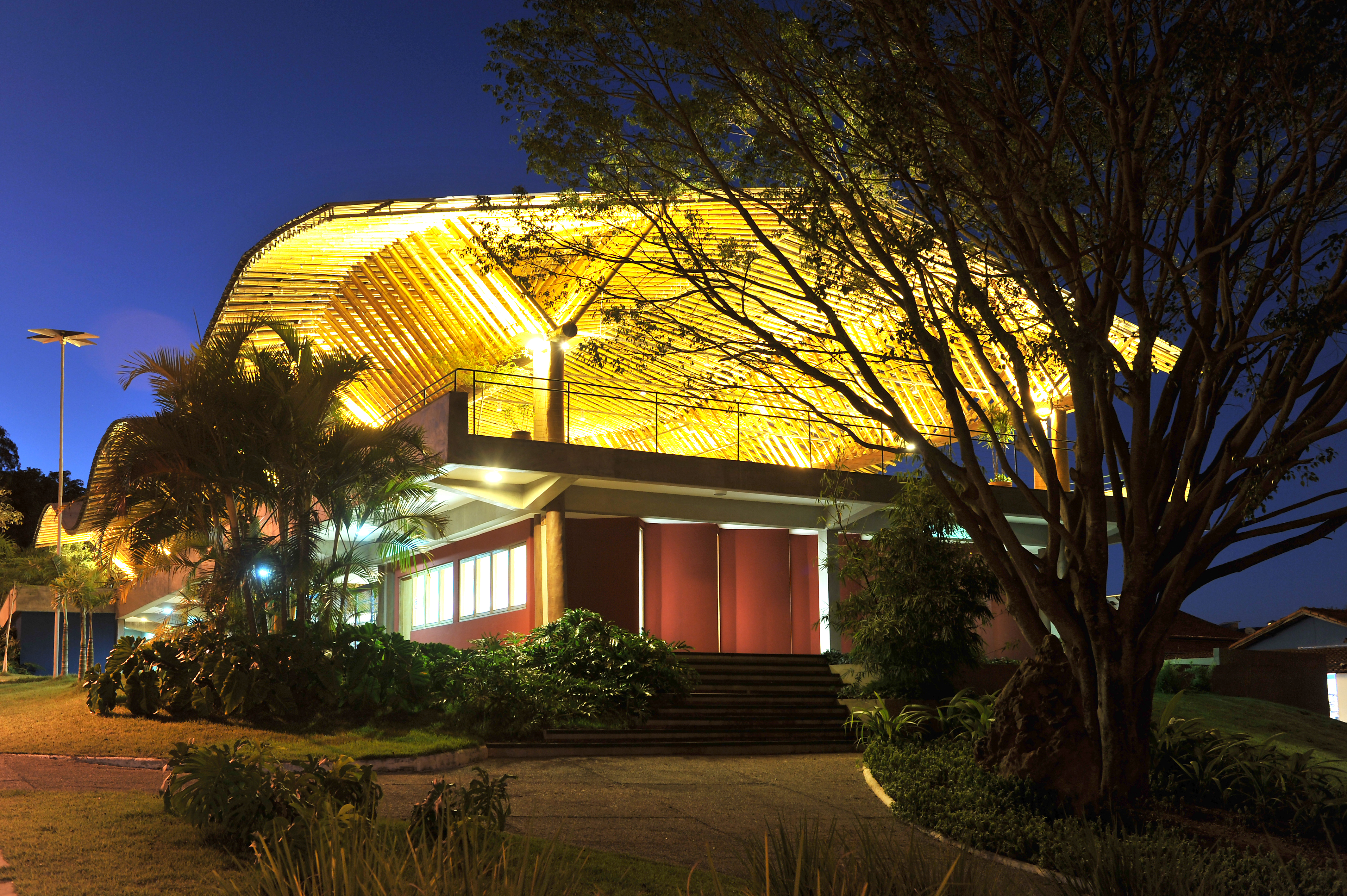
Centro Max Feffer Cultura e Sustentabilidade.

Criado em 2008 pelo Instituto Jatobás, e apelidado carinhosamente de Max pela comunidade, o Centro Max Feffer Cultura e Sustentabilidade (CMFCS) tem como objetivo ser um local de experiências significativas que promovam a Cultura Raiz, a Arte e o Bem Estar em Pardinho (SP) e região.
Construído em uma praça pública cedida pela Prefeitura Municipal de Pardinho, o Centro Max Feffer Cultura e Sustentabilidade é um dos principais pontos turísticos da região.  Sua concepção traz uma série de técnicas inovadoras dos chamados “edifícios verdes”, e destaca-se por sua cobertura desenvolvida com bambu. O projeto, assinado pela arquiteta Leiko Motomura, é reconhecido mundialmente como exemplo de construção sustentável, tendo recebido a certificação Leadership in Energy and Environmental Design - LEED, concedida pela United States Green Building Council, e menção honrosa na 8º Bienal Internacional de Arquitetura de São Paulo, realizada em 2009.
A missão do CMFCS é a valorização da identidade cultural e o incentivo ao desenvolvimento local e regional por meio de atividades culturais e educacionais em sua programação, com objetivo de promover a formação, a conexão, o aprendizado e bem estar à população. Contribui também, para a cidadania ativa e a convivência social, pois abriga atividades, como: Biblioteca Viva, com ações de incentivo e mediação de leitura em um espaço de apropriação e socialização da comunidade; o Programa Acessa São Paulo (Centro de Inclusão Digital desenvolvido pelo Governo do Estado de São Paulo); e a Sala do Empreendedor, em parceria com o SEBRAE.
Sobre o Instituto Jatobás:
Criado em 2005, o Instituto Jatobás (IJ) é uma Organização da Sociedade Civil que tem como missão “influir positivamente para a ampliação da consciência e para a ação, na construção de um caminho coletivo, solidário e sustentável”.
Como legado de seus fundadores, Betty Feffer e Luiz Alexandre Mucerino, traz a ampliação da consciência e o desenvolvimento sustentável como base inspiradora do seu trabalho, entendendo desenvolvimento como uma articulação entre o social, o econômico, o ambiental e o cultural.
Segundo a UNESCO, “colocar a cultura no coração das políticas de desenvolvimento é a única forma de garantir um desenvolvimento centrado no ser humano inclusivo e equitativo”. Em concordância com essa afirmação, e por acreditar que, em se tratando de Desenvolvimento Sustentável, a cultura e a criatividade contribuem transversalmente com os pilares social, econômico e ambiental, além das atuações técnicas realizadas com o poder público municipal, o Instituto Jatobás tem como foco potencializar a comunidade. Para isso, mantém o Centro Max Feffer Cultura e Sustentabilidade como propulsor de ações que tragam a memória e identidade cultural individual e coletiva como elementos fundamentais para o exercício da cidadania.
Sobre Max Feffer
Max Feffer (*11/12/26 – + 2 de abril de 2001) nasceu artista e, a primeira palavra que ele pronunciou foi “música”. Anos antes, seu pai, o imigrante russo Leon Feffer, se lançou à intensa trajetória empresarial que deu origem ao Grupo Suzano.
A personalidade de Max Feffer foi apoiada sobre valores sólidos e moldada pela educação humanista, que o transformou em um grande empreendedor e empresário. Em sua vida, intensa e múltipla, dedicou-se com igual paixão e talento à família, à música, à cultura, à vida pública, aos negócios e às causas sociais. Foi Secretário de Estado da Cultura, Ciência e Tecnologia de São Paulo (1976/1979) durante o governo de Paulo Egydio Martins e desenvolveu importantes projetos, tais como: o Festival de Jazz e o Festival de Inverno de Campos do Jordão.
Em vida, Max sonhava em construir em Pardinho (SP), um equipamento cultural que trouxesse arte e cultura aos pardinhenses. Porém, a responsável por tornar este sonho realidade foi sua esposa Betty, que só descobriu a intenção do marido, no momento em que as obras estavam quase finalizadas. Foi uma feliz “sincronicidade”!
(Fonte: Centro Max Feffer Cultura e Sustentabilidade/Instituto Jatobás)

## Turismo

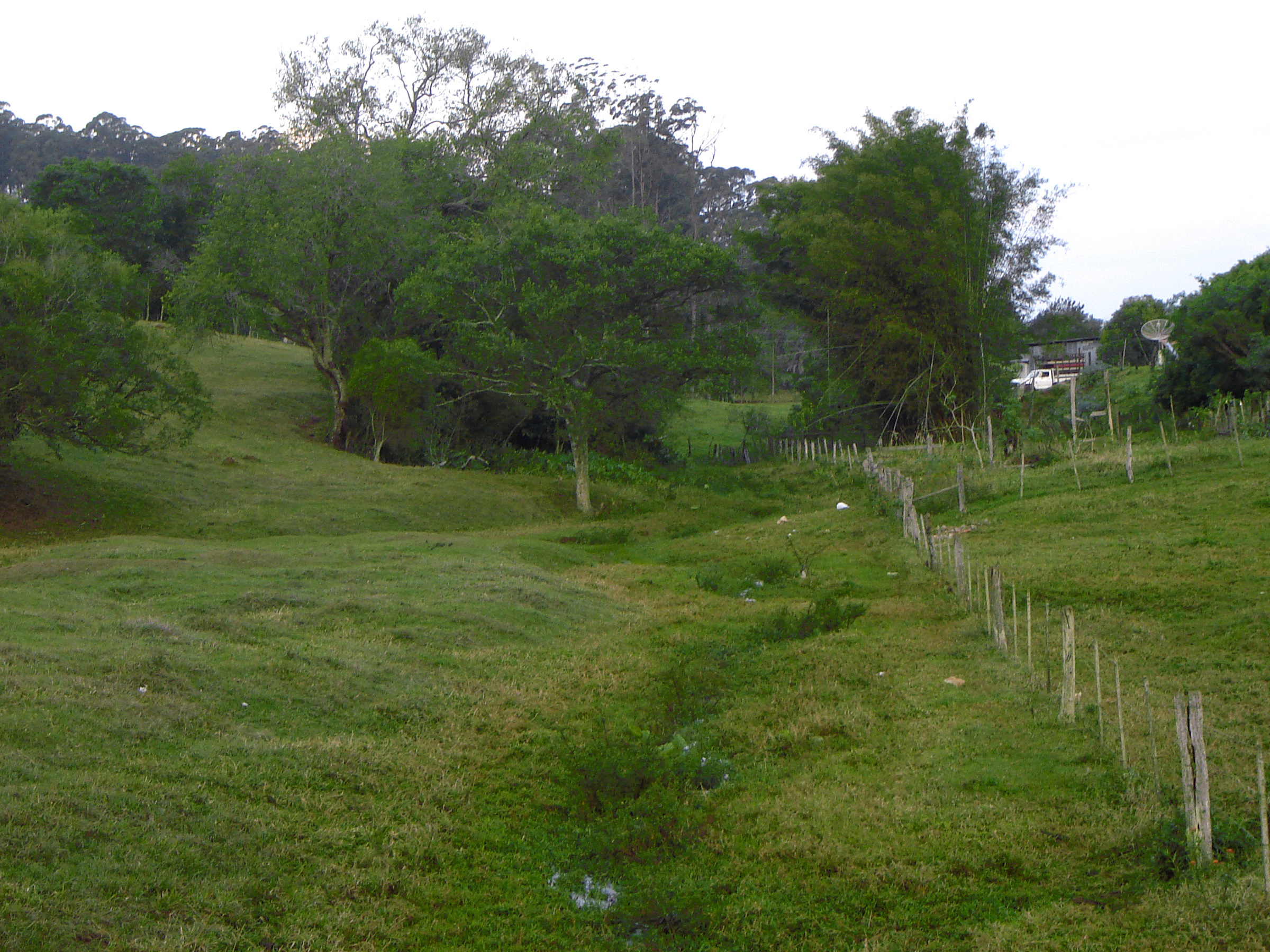
Nascente do Rio Pardo.

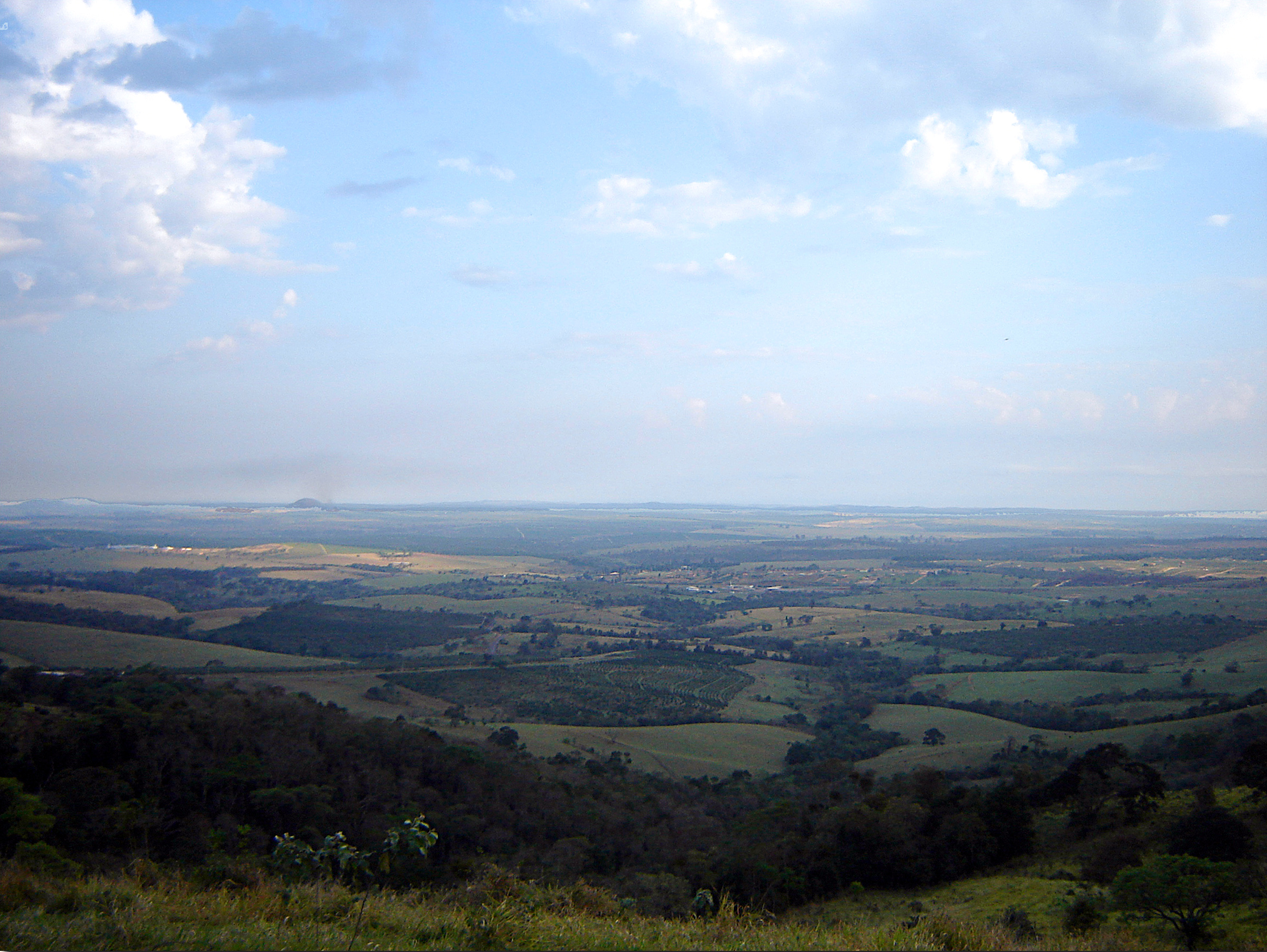
Vista do lado sul da SP-280.

Recentemente, Pardinho passou a ser conhecido como a  "Terra das emoções " Expoente de intensas aventuras e significativas experiências ao ser certificada em 18 de maio de 2018, como Município de Interesse Turístico ( MIT) , programa do Estado de São Paulo que confere tal status aos municípios por avaliação de potencial. Pardinho , pequena mais abençoada destaca-se no cenário turístico pela sua natureza privilegiada incrustrada no front da Cuesta Paulista, a 1007 metros de altitude, segundo marco legal do IBGE. Proporcionando visão panorâmica de 360º tornando-a cartão postal da região, entre tantos atrativos contempla a melhor vista do Gigante adormecido (formação rochosa situada no município de Bofete que lembra um gigante deitado).
No eixo da Estrada Constantino Pauletti são 8 km de atrativos incluindo restaurantes panorâmicos, mirantes, uma tirolesa de 800 metros, a segunda maior do estado atualmente Atrativos que podem ser visitados por passeios de Buggy por trilhas radicais rodeada de mata nativa, ar puro, água cristalina da serra favorecendo deste a contemplação à radicais aventuras.
As belas estradas foram premiadas, por quatro anos consecutivos, desde 2015 – prêmio Guidão de ouro e constam nos circuitos internacionais de montain bike rendendo o título de Cidade Top destinos 2017 na categoria Turismo de esportes. O conjunto de atributos derivados de seu clima serrano favorecem um terroir próprio proporcionando produtos artesanais de sabores inigualáveis, nossos: queijos da Pardinho Artesanal, cervejas, cafés gourmet e doces caseiros, além de receitas típicas da cozinha caipira mesclada as de origens coloniais: italianas, portuguesas e alemãs.
Do outro lado da Cuesta paulista, no eixo da Estrada Emilio Roder são mais 9 km de paisagens únicas de tirarem o folego culminando com o Mirante do Cuesta onde também se pode apreciar um delicioso café biodinâmico numa charmosa cafeteria panorâmica.
A cidade tem a maioria de seu território situado em APA - Área de Proteção ambiental numa das principais zonas de recarga do Aquíferos Guarani, o que intensifica e preserva seus ares de cidade campestre entre matas e penhascos proporcionado alvoradas, crepúsculos mágicos e uma indescritível apreciação do surgimento da lua cheia no horizonte, contemplando a via láctea, estrelas cadentes e chuva de meteoros destacando-a entre os melhores céus para apreciação noturna do mundo. Ainda é possível ter a sorte de cruzar, entre outros, com um tamanduá passeando sossegadamente. Seu povo festivo, trabalhador e tradicionalista preserva suas manifestações culturais ligadas a vida rural e gastronomia caipira viva e intensa no seio das propriedades e presente em seu rico e alegre Calendário de eventos que proporciona atividades o ano inteiro. Voltada para um futuro sustentável que preserve seu patrimônio ambiental e cultural, a maioria dos atrativos situam-se em propriedades particulares e necessitam de agendamento prévio e acompanhamento de guia nativo. 
(fonte: Sylviah Riouls)

## Religião
O Cristianismo se faz presente na cidade da seguinte forma:

### Igreja Católica
- A igreja faz parte da Arquidiocese de Botucatu.[15]

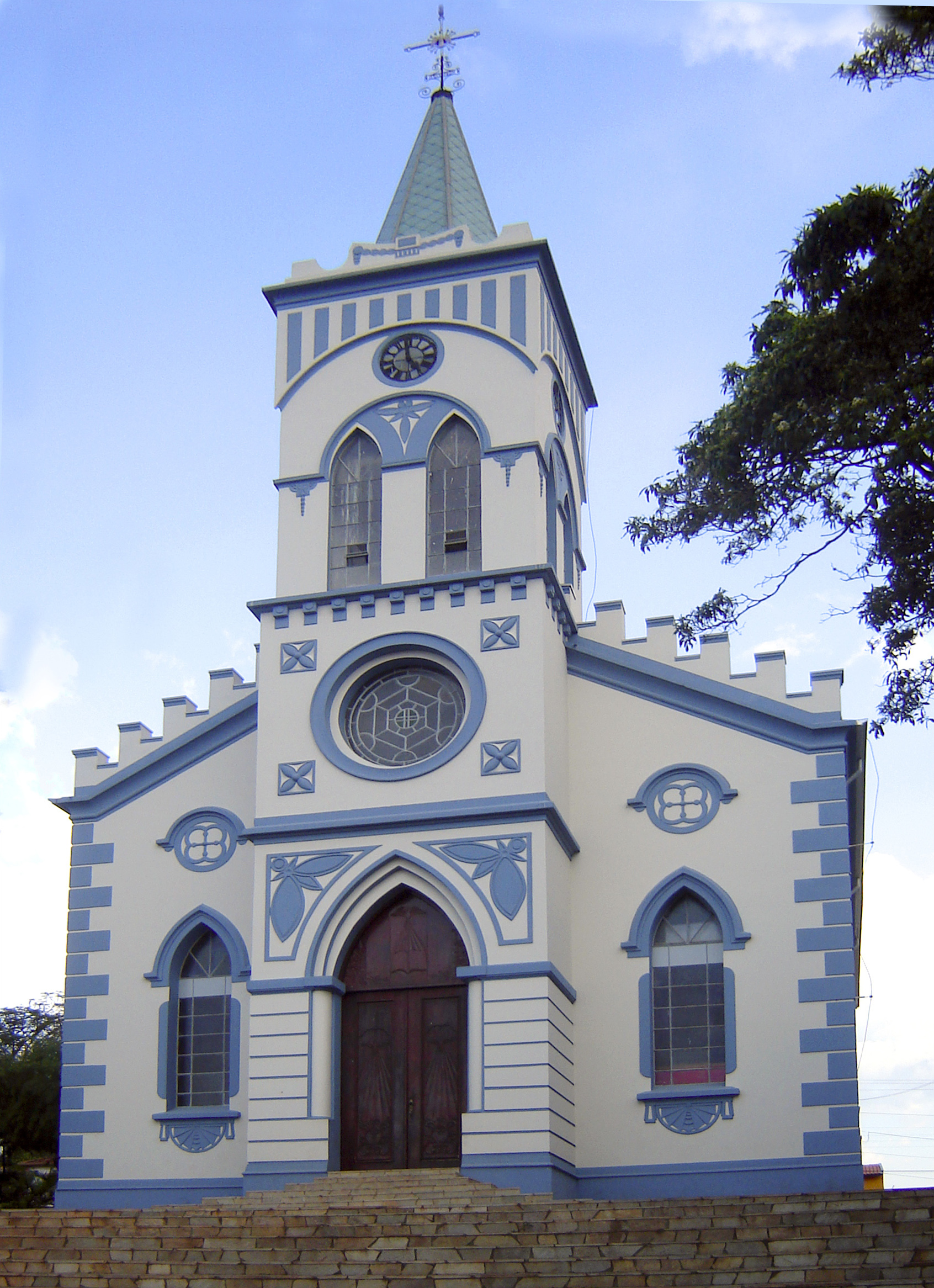
Igreja Matriz.
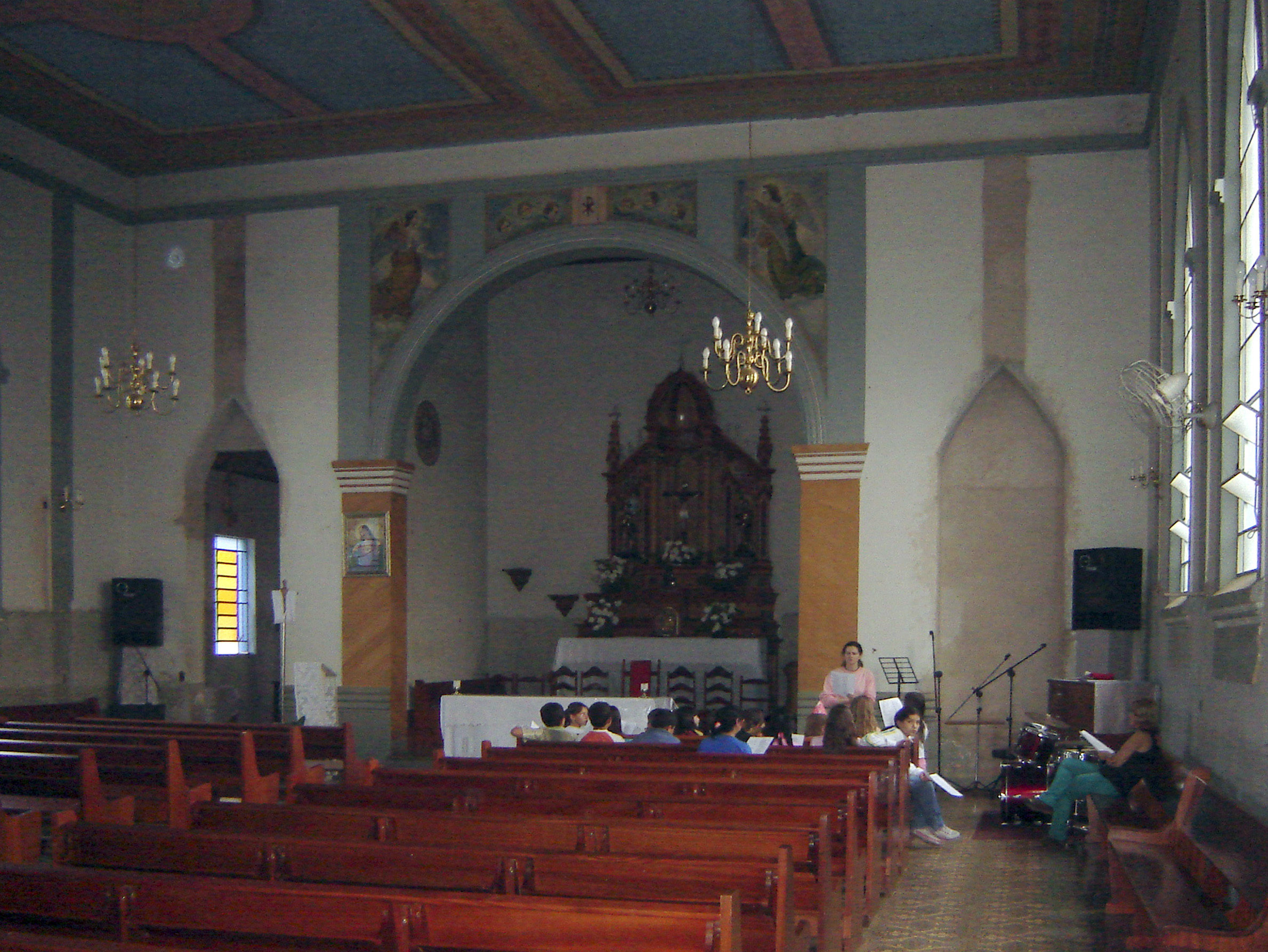
Interior da igreja.

### Igrejas Evangélicas
Entre as igrejas protestantes históricas, pentecostais e neopentecostais, encontram-se na cidade:
- Assembleia de Deus Ministério do Belém.[18][19]
- Congregação Cristã no Brasil.[20]